# New Balance
New Balance Athletics, Inc. más conocida simplemente como New Balance (NB), es un fabricante estadounidense de calzado con sede en Boston (Estados Unidos). La fundación data del 1906 con el nombre "New Balance Arch Support Company". Después de un crecimiento considerable, se ha colocado como una de las empresas importantes del sector.
New Balance mantiene sus fábricas en los Estados Unidos, así como también en el Reino Unido, (en donde se fabrica uno de sus modelos más destacados, la 990) diferenciándose así de sus competidores que generalmente desarrollan su producción fuera de Norteamérica y Europa. En consecuencia New Balance tiene un posicionamiento de precio más alto. Para justificar estos precios New Balance también tiene un desarrollo alto de tecnología que aplica a sus productos, desarrollos tecnológicos que en ocasiones están soportados por el Instituto de Tecnología de Massachusetts. Otra característica diferenciadora en cuanto al calzado consiste en la fabricación de hasta 5 tallas diferentes de ancho para conseguir un ajuste perfecto.